# ヴォルフガング・ティールゼ

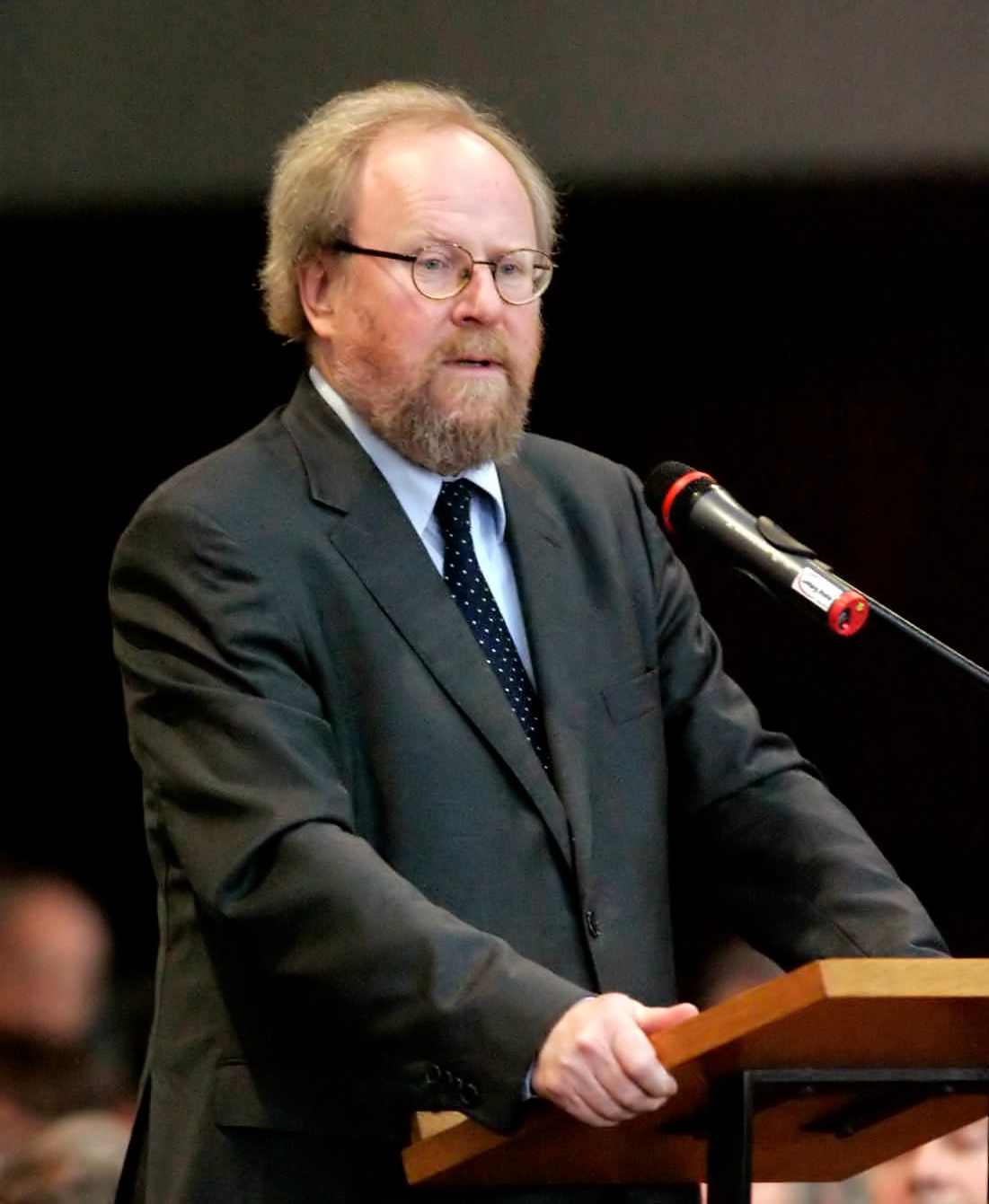
ヴォルフガング・ティールゼ（2005年）

ヴォルフガング・ティールゼ（Wolfgang Thierse、1943年10月22日 - ）は、ドイツの政治家。ドイツ社会民主党 (SPD) 所属。
シュレージエンのブレスラウ（現在のポーランド領ドルヌィ・シロンスク県ヴロツワフ）出身。カトリック教徒。戦後ドイツの東西分裂に伴い、東ドイツで育ち、ベルリン大学で学ぶ。大学卒業後は東ドイツ文化省に勤務する。1989年、新フォーラムに参加し、翌1990年にSPDに入党。ドイツ再統一後は、ドイツ連邦議会議員となり、副議長を経て、1998年に連邦議会議長に選出され2期務めた。2005年から連邦議会副議長。2013年ドイツ連邦議会選挙に出馬せず、政界を引退した。